# 新的水晶故事 最终幻想
新的水晶故事 最终幻想是日本遊戲軟件公司史克威爾艾尼克斯的最终幻想系列子系列遊戲開發計畫。「Fabula Nova Crystallis」是拉丁文，意思是「新的水晶故事」。据史克威爾艾尼克斯的介绍，这些游戏间唯一联系是共有一个“模糊的水晶主题”。制作人田畑端将系列游戏与其背后的概念比作希腊神话：游戏拥有共同主题和神明，但却是互相毫不相干的故事。
系列作品有：《最终幻想XIII》、《最终幻想 零式》、《最终幻想XIII-2》、《雷霆归来 最终幻想XIII》、《最终幻想XV》，以及《零式》的衍生作品《最终幻想Agito》和《最終幻想 觉醒》。计划最初名为“Fabula Nova Crystallis Final Fantasy XIII”，是最终幻想XIII系列开发计划。当《最终幻想Agito XIII》更名为《最终幻想 零式》之后，因其被认为“实际上不是很像《最终幻想XIII》”，而将计划名称中的“XIII”去掉。2013年6月，计划中的另一作品《最终幻想 Versus XIII》也被更名为《最终幻想XV》，当时的预告片仍保留了“Fabula Nova Crystallis”字样，但正式发售的作品已经去掉。

## 开发

新的水晶故事 最终幻想系列作品的主角。《電擊Playstation》第500號封面

2004年4月起，游戏剧本作者野岛一成以约一年时间构建“新的水晶故事”系列的原始神话。其创作过程得到来自游戏制作人桥本真司、北濑佳范、鸟山求、野村哲也與田畑端的各种创意。野岛以一本书来阐释这个神话，详细解释诸如神、法尔希（fal'Cie）、路希（L'Cie）等概念。这本书最後成为直良有祐团队为了向人们展示“新的水晶故事”故事架构而制作的动画视频的基础。据北濑佳范所言，各作品的导演在创作游戏时可以自由诠释基本的神话故事概念，比如鸟山求在构思《最终幻想XIII》的故事时将其设定为主要围绕神话中的神灵，而田畑端和野村哲也则决定将神话作为他们各自游戏世界故事的基础。
系列最原始的三部作品《XIII》、《Versus XIII》和《Agito XIII》最初于2006年E3游戏展上首次被公开，当时《Agito XIII》同《危机之前：最终幻想VII》一样是为手机平台作品，而另外两部则是PS3平台独占游戏。系列所有作品均遭大幅度改动并伴随着长时间的延期，到2008年时，《Agito XIII》切换至PSP平台，之后又于2011年改名为《零式》使其脱离《最终幻想XIII》系列自成一体，但同时仍旧保持使用相同的内在神话基础。在《XIII》开发后期，原本的独占平台策略遭更改，Xbox 360版本公布并大幅推迟发布日期。在新增大量要素之后，《Versus XIII》更名为主系列编号作品《XV》并切换平台至次世代主机上，当时声称依会保持使用同一神话故事的分支作为内在神话基础。系列中另一部传闻中的作品《最终幻想 Haeresis XIII》，在2006年5月1日，史克威爾艾尼克斯於美国專利及商標局註冊了Final Fantasy Haeresis XIII名稱，但官方并未正式公开，在2011年其商标到期时，史克威爾艾尼克斯公司没有续期，显示其似乎已经被废弃。2013年，田畑端重新审视《零式》的原始创意并将其重启为《Agito》，作为对《零式》世界的一个补充故事。在2013年1月同IGN的访谈中，北濑佳范提到虽然《雷光归来》将标志着《最终幻想XIII》及其续集的世界和角色故事的结束，但它并非“新的水晶故事”系列的终结。
本系列计划由多种风格的RPG组成。《XIII》被设计成一款由故事推动的单人游戏风格RPG，战斗系统仿效《最终幻想VII 降临之子》中那样电影般的战斗。《XIII-2》则是一款风格更接近传统RPG的游戏，包含探索城镇、非线性的故事结构、小游戏等，这样的风格变化主要是由于制作公司收到了大量关于《XIII》线性故事结构的批评。《XIII》第三部作品《雷光归来》融合了多种RPG特色，如商店，任务和探索，但它的战斗系统更像是一款动作RPG。

## 作品一览
本系列的遊戲各自擁有不同的世界觀、不同的主角，但擁有相同的神話傳說背景。系列作品有：
《最终幻想XIII》，计划的首部作品，首次发行于2009年12月17日，在日本境内为PS3平台独占游戏。2010年3月9日在北美和欧洲市场上于PS3和Xbox 360两个平台发售。《最终幻想XIII ULTIMATE HITS 国际版》为日本市场Xbox 360独占平台版本，发售于2010年12月16日，收录了海外版的内容。游戏自带英语配音，字幕为日语、英语以及欧洲多国语言，另有新增调整游玩难度的“简易模式”和名为《Final Fantasy XIII - Episode Zero》的短篇小说。其连同两部续集作品被史克威尔艾尼克斯一同称作“雷光传奇”。
《最終幻想 零式》（原名〈最終幻想 Agito XIII〉），2011年10月27日于日本发售。因平台原因最终未能在欧美市场发售，直到2015年的《最終幻想 零式HD》，西方玩家才体验到本作的故事。
《最终幻想XIII-2》，2011年12月15日于日本发售。北美英语版本是2012年1月31日发布，而其欧洲市场版本则于2012年2月3日发布。英文版特典含有题为《最终幻想XIII：EPISODE I》的前传故事，故事背景为游戏事件发生之前。游戏附带两册200多页的小册子，讲述游戏开始前发生的事件，同时展示了这些事件在游戏开始和结束后对故事带来的影響。
《雷光归来：最终幻想XIII》，《XIII》和《XIII-2》的续集，于2012年9月1日在日本的最终幻想25周年纪念活动上公开，被设定为主人公“雷光”故事的完结篇。日本地区于2013年11月21日发售，北美地区于2014年2月11日发售，欧洲市场于2月14日发售。同时也发售包含所有三款XIII游戏的终极套装，套装中还包含有雷光的可动人偶、音乐选集CD和特典画集
《最終幻想Agito》回归了《零式》的原始创意，是一款Android和iOS平台的移动平台游戏，最早于2013年秋天由田畑端在《Fami通》发表，原定同年稍晚发售。游戏支持玩家自定义角色和职业系统。于2014年5月15日在日本开放下載，后因计划开发PlayStation Vita版的《最終幻想Agito+》而于2015年11月30日终止运营。但PSV版移植亦于之后取消。
《最终幻想XV》（原名〈最終幻想 Versus XIII〉），系列计划中另一部正统续作，与《XIII》及《零式》（时称Agito XIII）同年公开，2011年时公布了故事预告。是最初宣布的三部游戏中最迟发售的一款。本作曾传出被取消的消息，但稍后时任史克威尔艾尼克斯社长的和田洋一即澄清该作依然在开发中。于2013年的E3游戏展上，宣布该作改名为下一代主系列编号作，即《XV》，并改为登录次世代主机，PS4及Xbox One平台。本作于2016年11月29日正式发售，由於最终成品中沒有提及路希以及不可視世界等“新的水晶故事”神话元素，在玩家之間並不認為此作品仍屬於“新的水晶故事”系列。
《最終幻想 觉醒》同样是设定在《零式》宇宙的Android和iOS平台的移动平台游戏，由史克威尔艾尼克斯授权完美世界开发，最初公布时名为《最終幻想 零式 ONLINE》。于2016年12月14日在中国开放下載，于2020年5月18日因授权协议到期业务调整而终止运营。

## 评价
| 游戏                   | Metacritic                                |
| ---------------------- | ----------------------------------------- |
| 最终幻想XIII           | （PS3）83/100 （X360）82/100              |
| 最终幻想 零式          | （PS4）72/100 （XONE）72/100 （PC）69/100 |
| 最终幻想XIII-2         | （PS3）79/100 （X360）79/100              |
| 雷光归来：最终幻想XIII | (PS3) 66/100 (X360) 69/100                |
| 最终幻想XV             | (PS4) 83/100 (XONE)85/100                 |

系列中已经发布的作品收到的评论大多是积极评价。
《最终幻想XIII》尽管颇受争议，但其囊括故事性和高度线性的游戏风格，在日本和西方收到最专业的游戏网站和杂志的正面评价。这也打破系列的销售记录，最终售出超过600万套。
其续作《XIII-2》则获得了较多的正面评价，在《Fami通》和《电击PlayStation》杂志获得满分，多数西方网站则给出较高的评分。该游戏销量刚刚超过300万套，两部“XIII”已经合计售出960万套。
《零式》也得到较高的评价，在日本游戏杂志上以近乎完美的成绩成为日本2011年度最畅销的游戏之一。

## 神話設定

### 神
穆因（Mwynn）
萬物之母的女神。被布涅貝哲擊倒，並消失在「看不見的世界(不可視世界)」。
布涅貝哲（Bhunivelze）
通過殺死穆因得到了世界的神。認為世界萬物都注定要迎接毀滅的命運是穆因的詛咒，為了尋找在看不見的世界的穆因而創造三體法爾希，之後祂即將變成水晶沉睡。
法爾希·脈衝（Fal'Cie Pulse）
祂被賦予了開闢世界的使命。為了尋找看不見的世界的大門，祂創造大量法爾希和路希。被人類認為是全能的神。
法爾希·艾特羅（Fal'Cie Etro）
意外的以穆因的姿態被創造出來，因此沒有被交付任何使命的法爾希。人類就在她悲傷之中灑出的鮮血裡誕生，被她賜予了心靈。被人類認為是死亡之神。
法爾希·林泽（Fal'Cie Lindzei）
為了取代艾特羅而被創造出來的法爾希。並且被賦予使命，從外界的威脅中保護沉睡的布涅貝哲，並且尋找看不見的世界的大門，祂創造了大量的法爾希與路希。被人類認為是守護之神。

## 外部連結
- FABULA NOVA CRYSTALLIS FINAL FANTASY OFFICIAL PORTAL SITE （页面存档备份，存于）
- E3 2006特設ページ
- 『FFXIII-2』＆神話“ファブラ～”開発スタッフインタビュー【完全版その1】 （页面存档备份，存于）（ファミ通.com、2011年1月28日）